# 평거동
평거동(平居洞)은 대한민국 경상남도 진주시의 동이다. 넓이는 2.92km2이고, 인구는 2011년 7월 1일을 기준으로 30,568명이다.

## 개요
선사시대부터 이곳에 취락이 형성되어 사람이 살아온 것으로 추정하고 있으며, 조선시대에는 진주대도호부에 속하였으며 서기 1402년 진주목으로 개편되어 진주목에 속하다가 1895년 진주부 진주군으로 개편되었다가 1896년 경상남도 진주군에 속하게 되었다.
1918년 평거면의 일부가 진주면에 소속되고 1931년 평거면 평거리가 진주읍에 편입되었다. 대한민국 정부수립 이후 1949년 정부수립과 함께 진주시로 행정구역이 확정되면서 법정동인 평거동과 신안동이 행정동 평거동으로 통합관리되어 오다가 1995년 3월 1일 신안동 일부가 평거동에서 분할되어 행정동 신안동으로 분리되었으며, 1997년 7월 1일 대진고속도로를 경계로 서쪽은 판문동으로 분리 관할구역이 일부 조정되어 현재에 이르고 있다.

## 행정 구역
- 이현동
- 신안동
- 평거동

## 교육
- 신진초등학교
- 진주제일중학교
- 서진초등학교
- 수정초등학교

## 문화재
- 진주 평거동 고분군 - 사적 164호
- 평거동석조여래좌상 - 경상남도 유형문화재 제67호

## 시설
- 신안우체국
- 진양호지구대
- 진주어린이전문도서관